# العقبة (محافظة)
محافظة العقبة هي إحدى المحافظات الأردنية، وتقع في أقصى الجنوب من المملكة الأردنية الهاشمية، عاصمة الأقليم ومدينتها الرئيسية هي مدينة العقبة، وهي المنفذ البحري الوحيد للأردن حيث تقع على خليج العقبة الذي يشكل الفرع الشرقي للبحر الأحمر.
تتميز محافظة العقبة بجوها الحار جداً في الصيف والمعتدل في الشتاء، وتمثل عصبا حيوياً للإقتصاد الأردني حيث تحتوي على مقارّ ومصانع لكبرى الشركات الأردنية بالإضافة إلى كونها محوراً سياحياً مهماً ونقطة انطلاق لخطوط السياحة الداخلية والخارجية.
كانت حدود محافظة العقبة تتشارك مع الحدود السعودية ببضع كيلومترات فقط، ولكن في عام 1965 تم الاتفاق بين الأردن والسعودية على أن تأخذ السعودية 6000 كم من الأراضي الصحراوية الداخلية الأردنية مقابل 12 كم على الساحل في المنطقة القريبة من العقبة.
تعد العقبة هي منتجع وميناء البحر الأحمر الوحيد في الأردن الذي يتميز بالدفئ والأجواء المشمسة، ويحتوي على عالم رائع تحت البحر يضم بعضاً من الشُعَب المرجانية الأكثر روعة والتي لا يمكن العثور عليها في أي مكان آخر.
أغرقت سلطة منطقة العقبة الاقتصادية الخاصة هيكل طائرة ترايستار التجارية لتنضم إلى المتحف العسكري البحري الذي تم تجهيزه في مياه خليج العقبة ليكون مقصدا سياحيا ومكانا مميزا للغوص يؤمه السياح والغواصون من مختلف دول العالم.
ويعد المتحف العسكري البحري الذي عمل على تجهيزه في وقت سابق من قبل سلطة منطقة العقبة الاقتصادية الخاصة معلما سياحيا مميزا في خليج العقبة حيث يوجد فيه أكثر من ثلاثين قطعة عسكرية ما بين دبابة ومدفع وناقلة جنود إضافة إلى طائرتين عاموديتين حيث سيساهم هذا المتحف في تشجيع وتعزيز رياضة الغوص في العقبة والتي تشهد اقبالا من مختلف دول العالم ويعمل على اطالة فترة مكوث السائح في العقبة من خلال تطوير المنتج السياحي وتنويعه.
وجاء إغراق الطائرة لتحقيق أهداف بيئية أهمها تخفيف الضغط على الحيود المرجانية الطبيعية والصناعية، وإيجاد موائل جديدة ليعيش فيها المرجان وليكون موطناً للكائنات البحرية الأخرى على اختلاف أشكالها وأصنافها في خليج العقبة.

## عدد السكان
بلغ عدد سكان محافظة العقبة بحسب تقرير دائرة الإحصاءات العامة لعام 2019 : 208,000 نسمة. يشكل الذكور ما نسبته 56.3% والإناث 43.7%. وبلغ عدد الأسر 42581 أسرة.

## التقسيم الإداري

### البلديات التابعة لمحافظة العقبة[5]
| إسم البلدية           | المناطق التابعة للبلدية                       |
| بلدية القويرة الجديدة | القويرة، الراشدية، الحميمة والعباسية والعسلية |
| بلدية حوض الديسة      | الديسة                                        |
| بلدية قريقرة وفينان   | قريقرة وفينان                                 |
| بلدية وادي عربة       | وادي عربه                                     |
| بلدية قطر ورحمة       | قطر ورحمة                                     |

### الأقضية والألوية[6]
| إسم اللواء       | المناطق التابعة             |
| لواء قصبة العقبة | قضاء وادي عربة، قضاء العقبة |
| لواء القويرة     | قضاء الديسة، قضاء القويرة   |

## المنافذ الحدودية
تطل العقبة على الدول المجاورة وعلى العالم الخارجي من خلال عدد من المنافذ والمعابر البحرية والجوية والبرية:
- معبر بري (معبر وادي عربة): ويسمى المعبر الجنوبي ويربط الأردن مع إسرائيل ويقع شمال غرب مدينة العقبة بحوالي (2)كم.
- معبر بري (مركز حدود الدرة): ويربط الأردن مع المملكة العربية السعودية ويقع جنوب مدينة العقبة بـ (26) كم.
- منفذ بحري: يربط الأردن مع ميناء نويبع بجمهورية مصر العربية ويقع بالقرب من محطة العلوم البحرية جنوب مدينة العقبـة
- منفذ جوي: مطار الملك الحسين الدولي.

## معرض صور

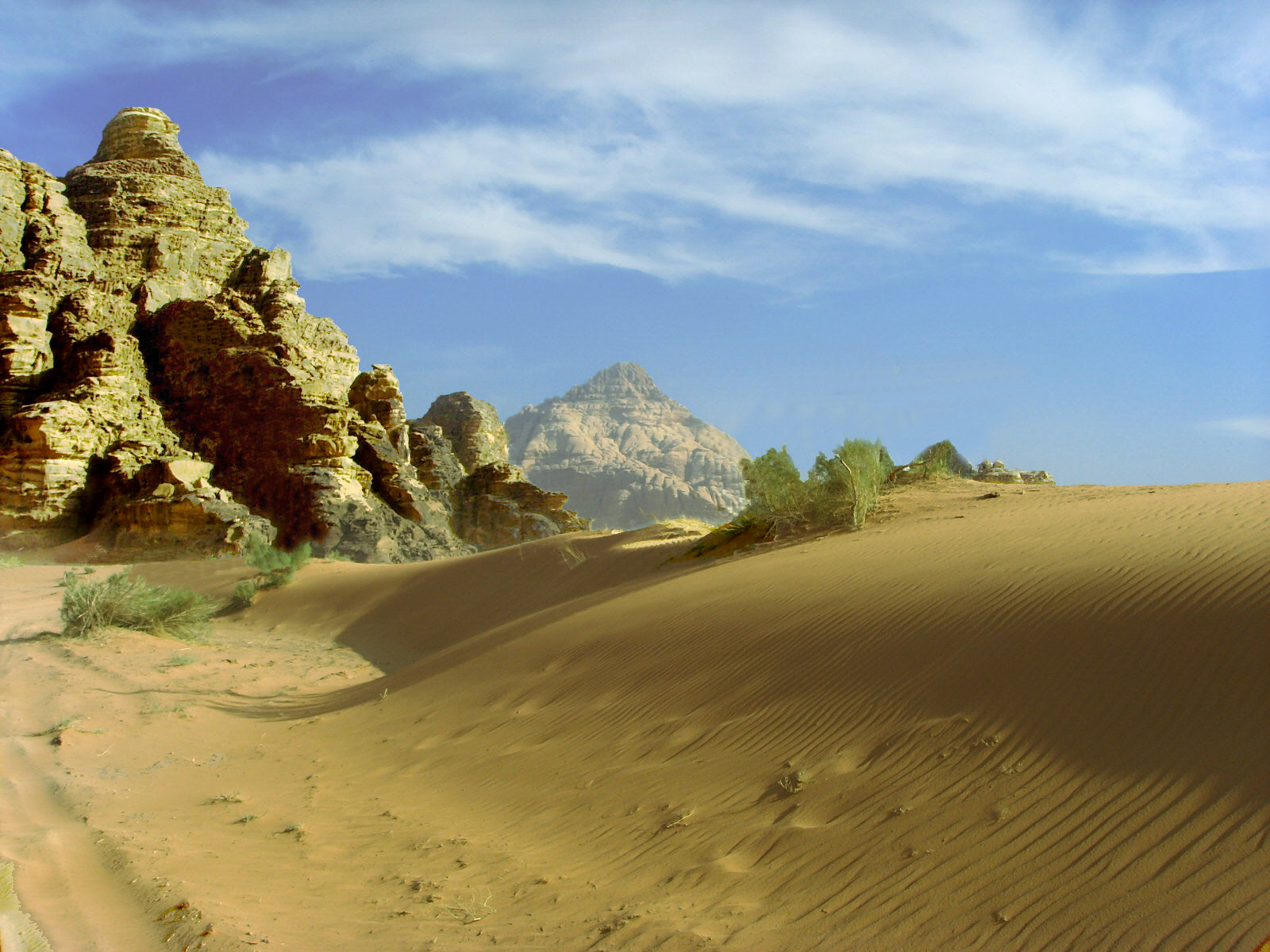
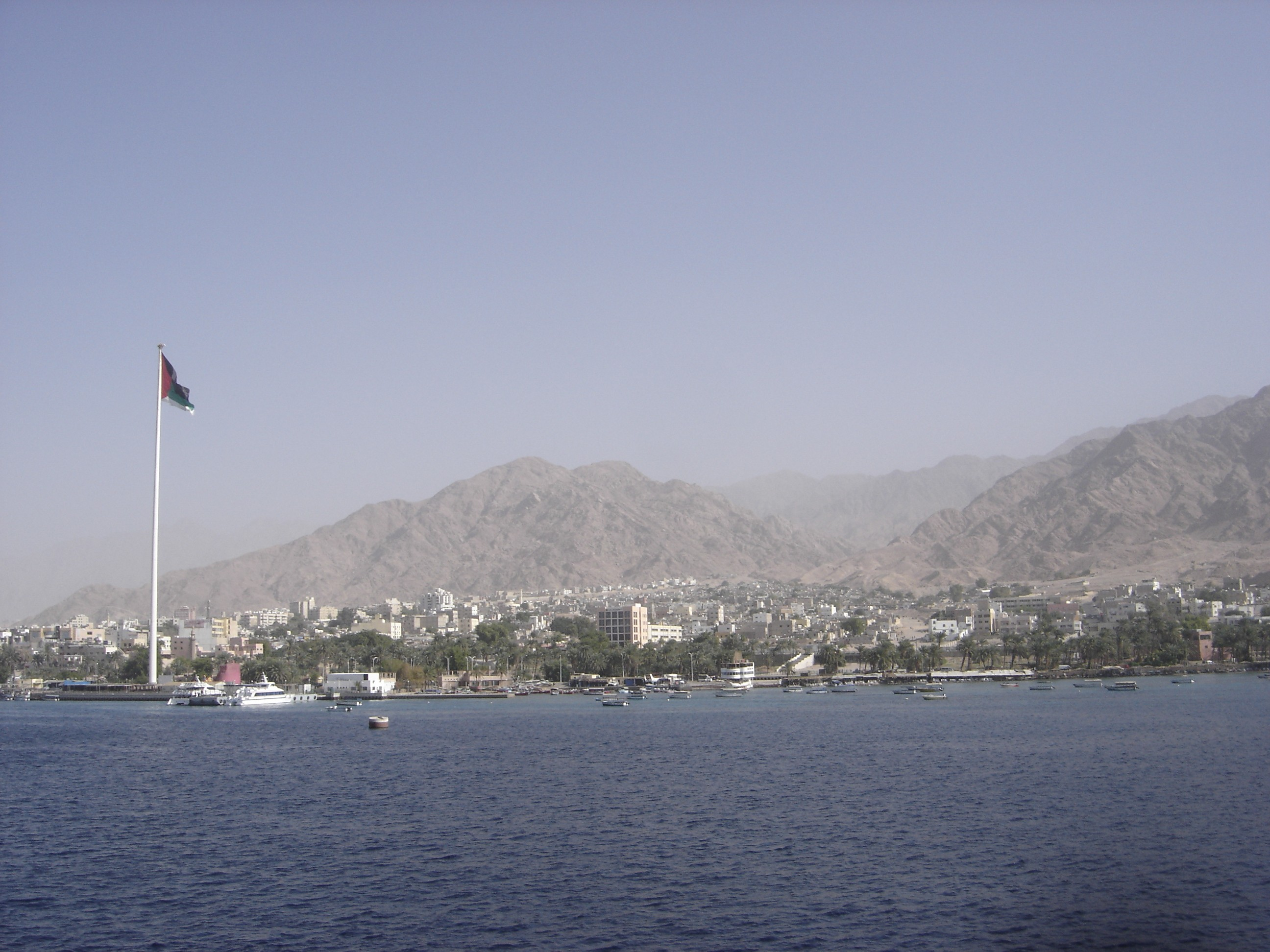
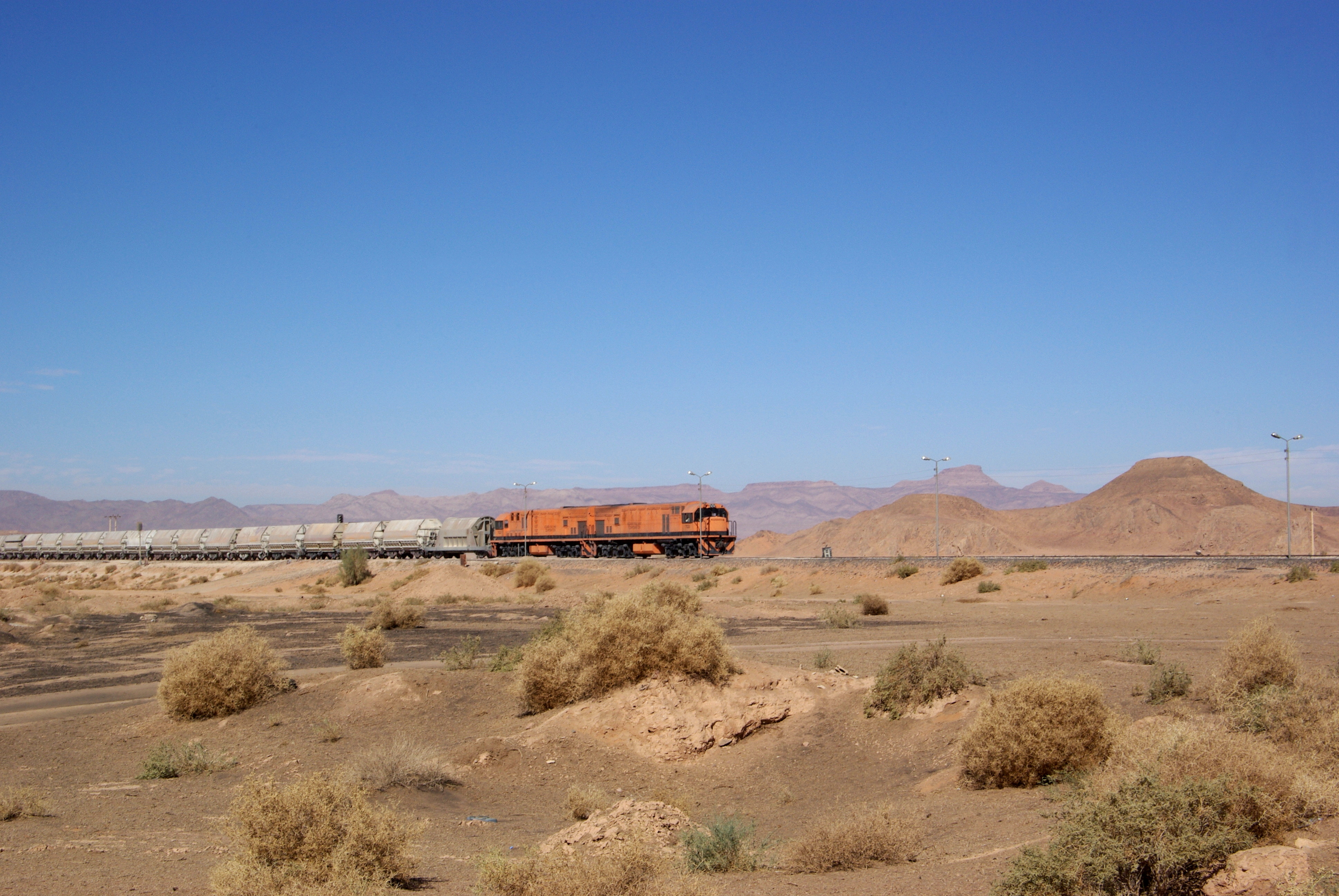